# Henry Thomas (acteur)
Henry Thomas (San Antonio (Texas), 9 september 1971) is een Amerikaans acteur.
Thomas speelde in meer dan veertig films maar is het bekendst van de rol van Elliott in de film E.T. the Extra-Terrestrial van Steven Spielberg uit 1982.

## Filmografie

### Film
- 1981: Raggedy Man, als Harry
- 1982: E.T. the Extra-Terrestrial, als Elliot
- 1984: Misunderstood, als Andrew
- 1984: Cloak & Dagger, als Davey Osborne
- 1985: Frog Dreaming, als Cody
- 1989: Valmont, als Raphael Danceny
- 1993: Fire in the Sky, als Greg Hayes
- 1994: Curse of the Starving Class, als Wesley Tate
- 1994: Legends of the Fall, als Samuel Ludlow
- 1997: Niagara, Niagara, als Seth
- 1997: Suicide Kings, Avery Chasten
- 1997: Bombshell, als Buck Hogan
- 1999: Fever, als Nick Parker
- 2000: The House That Screamed, als Jack Gillton
- 2000: A Good Baby, als Raymond Toker
- 2000: All the Pretty Horses, als Lacey Rawlins
- 2001: The Quickie, als Alex
- 2002: Dead in the Water, als Jeff
- 2002: I'm with Lucy, als Barry
- 2002: Gangs of New York, als Johnny Sirocco
- 2003: I Capture the Castle, als Simon Cotton
- 2003: 11:14, als Jack
- 2004: Dead Birds, als William
- 2006: The Hard Easy, als Paul Weston
- 2007: The Last Sin Eater, als man van god
- 2007: Suffering Man's Charity, als Eric Rykell
- 2008: Red Velvet, als Aaron
- 2010: Dear John, als Tim
- 2011: The Last Ride, als Hank Williams sr.
- 2013: Big Sur, als Philip Whalen
- 2016: Ouija: Origin of Evil, als vader Tom Hogan
- 2017: Gerald's Game, als Tom
- 2019: The Great Alaskan Race, als Thompson
- 2019: Doctor Sleep, als barman / Jack Torrance
- 2019: A Holiday Reunion, als Elliott
- 2021: To All the Boys: Always and Forever, als vader van Peter

### Televisie
- 1990: Psycho IV: The Beginning, als jonge Norman Bates
- 1992: A Taste for Killing, als Cary Sloan
- 1995: Indictment: The McMartin Trial, als Ray Buckey
- 1996: Riders of the Purple Sage, als Bern Venters
- 1998: Moby Dick, als Ishmael
- 1999: Happy Face Murders, als Dylan McCarthy
- 2005: Masters of Horror, als Jamie
- 2006: Stephen King's Desperation, Peter Jackson
- 2007-2008: Without a Trace, als Franklin Romar
- 2009: CSI: Crime Scene Investigation, als Jeremy Kent
- 2011: The Mentalist, als Thomas Lisbon
- 2013-2014: Betrayal, als T.J. Karsten
- 2015: Sons of Liberty, als John Adams
- 2016: Law & Order: Special Victims Unit, als Sean Roberts
- 2017: Better Things, als Robin
- 2018: The Haunting of Hill House, als jonge Hugh Crain
- 2018: Girl in the Bunker, als Vinson Filyaw
- 2020: FBI: Most Wanted, als Dr. Justin Brock
- 2020: Stargirl, als Charles McNider / Doctor Mid-Nite
- 2020: The Haunting of Bly Manor, als Henry Wingrave
- 2021: Midnight Mass, als Ed Flynn
- 2021: Just Beyond, als gekke Chris

- Bibsys: 1081341
- Biblioteca Nacional de España: XX1266187
- Bibliothèque nationale de France: cb13944116k (data)
- Gemeinsame Normdatei: 143308173
- International Standard Name Identifier: 0000 0001 0885 4789
- Library of Congress Control Number: no96006219
- MusicBrainz: 01d4eb20-fca7-44e3-9a59-a70e3fd8c75e
- Nationale Bibliotheek van Tsjechië: xx0064736
- Nationale Bibliotheek van Israël: 987007457738305171
- Nederlandse Thesaurus van Auteursnamen: 074192523
- Istituto Centrale per il Catalogo Unico: DDSV102005
- SNAC: w6c25s7g
- Système universitaire de documentation: 074122134
- Virtual International Authority File: 32188570
- WorldCat: E39PBJdrHTBJDpyWFwQcKXcwYP